# José Menese Scott
José Menese Scott (La Puebla de Cazalla, Sevilla, 3 de desembre de 1942-ibídem, 29 de juliol de 2016) va ser un cantaor de flamenc andalús.

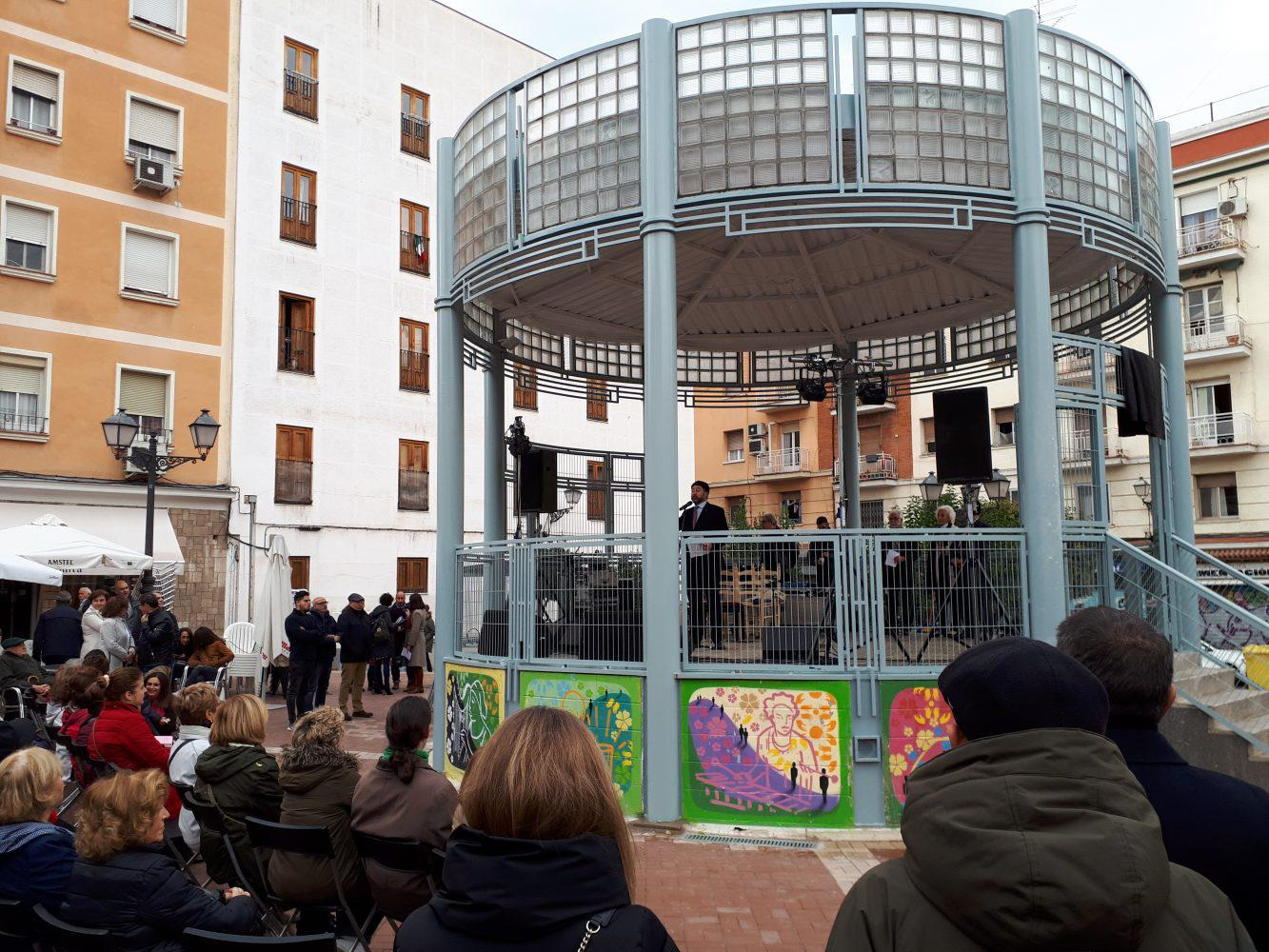
Templete de José Menese a Madrid

## Inicis
Menese es va criar al seu poble natal de La Puebla de Cazalla, on el seu pare exercia l'ofici de sabater. Va començar cantant en la seva localitat natal com a aficionat, en locals com el Bar Central.
En 1959, Antonio Mairena li presenta en el seu debut al Cine Carretería d'Osuna. A principis dels anys 60 va ser presentat en el món cultural madrileny pel pintor Francisco Moreno Galván, també originari de La Puebla de Cazalla. Posteriorment va passar a formar part de l'elenc d'artistes del conegut tablao flamenc Zambra.

## Temàtica i estil
La relació de Menese amb Moreno Galván va ser molt prolongada, i va ser aquest qui va crear la major part de les lletres dels seus discos posteriors. El contingut d'aquestes lletres, amb un profund contingut social i, en algunes ocasions, també polític, li va guanyar l'enemistat de les autoritats del règim franquista, si bé aquestes mai van trobar excusa en les cuidades lletres de Moreno Galván per a exercir-hi la censura. De aquestes lletres destaquen, entre d'altres, «Qué bien me suena tu nombre», on es denuncia el mal ús de la paraula guerriller per part d'un grup terrorista d'ultradreta de finals del franquisme conegut com a Guerrillers de Crist Rei:
| «                         | Guerrillero, guerrillero/qué bien me suena tu nombre/va ligado a la leyenda/de libertad e ilusiones/... | » |
| — Francisco Moreno Galván | |   |

A José Menese se'l va considerar com l'hereu natural de Antonio Mairena, si bé Menese ha aconseguit desprendre's de qualsevol influència estilística per a desenvolupar el seu propi estil en el cant flamenc, la qual cosa unida a una veu clara i estripada, l'han convertit en un dels cantaors flamencs de més importància del segle xx.
| «               | La voz, la voz que cierra y abre las palabras, el cante cortado de perfil, bruscamente. Voz centrada ensanchándose desde dentro, José Menese | » |
| — Blas de Otero | |   |

Malgrat no pertànyer a l'ètnia gitana, José Menese fa gala d'una potent veu els matisos de la qual recorden als grans cantaors gitanos, especialment Antonio Mairena. Menese és un cantaor ortodox que sempre ha respectat els esquemes clàssics del flamenc, rebutjant en el seu repertori innovacions com les que altres artistes han introduït en el cant de finals del segle xx. Malgrat això, ha estat el primer artista flamenc a portar el cant a escenaris com el Teatre Olympia de París (1973 i 1974) o fins i tot a l'Auditori Nacional de Música de Madrid (1991).
| «                       | José Menese era uno de los mejores cantaores payos del momento presente y quizá añadir que va ser, que puede ser, en la actual coyuntura del cante jondo, lo que salvando las distancias, no solamente de tiempo, fueran Silverio y Chacón, los dos grandes castellanos del cante andaluz. | » |
| — Francisco Vallecillo. | |   |

## Premis i reconeixements[5][4]
- 1965 - Premi d'Honor "Tomás el Nitri" del Concurs de Cant Flamenco de Córdoba
- 1966 - Siguiriyas de Marbella
- 1967 - Premi de Mairena de Alcor
- 1968
  - -Popular del Diario Pueblo
  - -Premi Ondas de la SER
  - -La Saeta de Oro de RNE
- 1971
  - -La Saeta de Oro d'Almeria
  - Trofeo Lucas López
- 1974 - Prem Nacional al Cante de la Cátedra de Jerez
- 1987 - Premi Cabal de Plata, per votació popular, de RNE
- 1992 - Compás del Cante
- 1996 - Menció especial dels Premis Ondas
- 1997 - Guardó Flamenc Calle de Alcalá i "Patriarca del Cante"

## Discografia[5]
- 1963 - José Menese
- 1964 - Saetas
- 1964 - José Menese
- 1965 - José Menese
- 1965 - Cantes de José Menese
- 1967 - José Menese
- 1967 - Cantes flamencos básicos
- 1968 - Menese
- 1969 - La Mariana
- 1970 - Saetas de oro
- 1970 - Renuevos cantes viejos
- 1971 - Cuando llegará el momento
- 1971 - Romance de Juan García
- 1971 - Cantes para el hombre nuevo
- 1974 - Los que pisan la tierra
- 1975 - Theâtre de l'Olympia
- 1975 - Soleares del que nunca fue a Granada
- 1975 - Festival flamenco gitano, vol 2
- 1976 - La palabra
- 1978 - Andalucía 40 años
- 1981 - Mi cante a la esperanza
- 1982 - Ama todo cuanto vive
- 1985 - Cantes de ida y vuelta
- 1987 - Puerta Ronda
- 1990 - Les voix d'Itxassou (by Tony Coe, Jose Menese sings "Hasta Siempre Commandante")
- 1993 - El viento solano
- 1994 - Arte flamenco
- 1995 - Recital Teatro Albéniz, 30 años de cante
- 1995 - En el Albéniz
- 1997 - El Flamenco Vive
- 1997 - A mi madre Remedios
- 2000 - A Francisco
- 2002 - La pureza del cante
- 2005 - A mis soledades voy, de mis soledades vengo